# Battaglia di La Gravelle
La battaglia di La Gravelle è stata una battaglia della Prima Guerra di Vandea combattuta il 24 ottobre 1793 a La Gravelle.

## Antefatto
Il 20 gennaio 1793, nel nord della Loira si sparse la notizia dell'arrivo nell'Esercito cattolico e reale di contadini provenienti dai dipartimenti bretoni dell'Ille-et-Vilaine e della Mayenne. Il 22 ottobre 800 bretoni molto ben armati si riunirono nelle foreste di Le Pertre. Ma il comando era diviso tra molti capi. Jean Cottereau (detto "Jean Chouan") aveva preso le armi già dal 1792, insieme al fratello François Cottereau che comandava i mainioti di Saint-Ouën-des-Toits e nella stessa regione i tre fratelli Pinçon, di Bourgon esercitavano anche loro un'influenza importante sulla popolazione. Per quanto riguarda i bretoni i vari capi erano i fratelli Louis ed Aimé Picquet du Boisguy, per i combattenti di Fougères, Louis Hubert ed il cavaliere di Hardonnière per quelli di Vitré.
Appena i due piccoli eserciti si unirono a Le Pertre si misero in marcia per raggiungere i vandeani. Il 23 ottobre, su proposta dei capi bretoni, fu deciso di attaccare La Gravelle con lo scopo di procurarsi ulteriori armi e uomini. La città era solitamente difesa soltanto da 200 soldati. Due donne inviate in ricognizione nella città riferirono che tutto era normale e che i vandeani avevano preso Laval il giorno precedente.

## La battaglia
Ma durante la notte, 1 600 repubblicani comandati dal generale Augustin di Lespinasse, fuggito dopo la sconfitta di Laval, si erano rifugiati nella città.
Il 24 ottobre, alle due del mattino non sapendo dell'arrivo dei repubblicani, i chouan passarono all'attacco attaccando in tre punti contemporaneamente. I repubblicani, che si videro attaccati da ogni parte, senza accorgersi della netta inferiorità numerica del loro nemico, credettero che non avrebbero mai sconfitto l'esercito vandeano e si arresero senza opporre alcuna resistenza. Il generale Lespinasse, circondato nella casa in cui si era barricato, fu catturato da Aimé Picquet du Boisguy. In cambio della resa Boisguy promise che li avrebbero risparmiati e che sarebbero stati tutti liberati.
La mattina del giorno successivo tutti i prigionieri repubblicani furono raccolti nella piazza della città, in totale erano 1 200, infatti solo quelli che si erano stanziati nelle campagne attorno alla città riuscirono a scappare. I capi chouan fecero giurare i prigionieri di non combattere mai più contro di loro e quindi li liberarono per poi inviarli a Vitré.

## Conseguenze
Aimé Picquet du Boisguy, si era particolarmente distinto in questa battaglia e venne riconosciuto come capo dai bretoni anche se aveva appena 17 anni, in compenso i mainioti continuarono ad avere Jean Chouan al loro comando. L'intesa tra bretoni e i mainioti non era però molto perfetta. Il giorno dopo i bretoni e i mainioti raggiunsero i vandeani a Laval con un bottino di 1 200 fucili e 32 cavalli. Furono messi sotto gli ordini del principe de Talmont che conoscevano in quanto faceva parte dell'Association bretonne.
La presa di La Gravelle segnò l'inizio dell'insurrezione degli abitanti del nord della Loira sperato dai vandeani. Questi rinforzi riceverono il nome di "Petite Vendée ("Piccola Vandea"), ma poi finirono per essere chiamati "chouan" per il soprannome del loro capo Jean Cottereau. In parte per la presenza del principe de Talmont, altri insorti dalla Bretagna e dal Maine raggiunsero i vandeani si sperava di raggiungere un numero totale tra i 6 000-10 000 uomini, ma in realtà il totale fu di poco inferiore.